# Vatreni poljubac
A Vatreni poljubac (magyarul: tüzes csók) egy bosnyák hard rock együttes, mely 1977-ben alakult Szarajevóban.

## Tagok
- Milić Vukašinović - gitár, vokál
- Perica Stojanović - dob
- Šefćet Hodža - basszus (1977-80)
- Sanin Karić - basszus (1980-82, 1986)
- Mladen Vojčić "Tifa" - vokál

## Lemezeik
- Oh, što te volim, joj (1978)
- Recept za Rock 'n' Roll (1979)
- To je ono pravo (1980)
- Bez dlake na jeziku (1981)
- Živio Rock 'n' Roll (1982)
- Veliki hitovi (1983)
- Iz inata (1985)
- 100% Rock 'n' Roll (1986)
- Dr. za Rock 'n' Roll (1996)
- Sve će jednom proć' samo neće nikad Rock 'n' Roll (1999)